# Ten Years Late
Ten Years Late (chino simplificado: 十年三月三十日; pinyin: Shi Nian San Yue San Shi Ri), es una serie de televisión china transmitida del 19 de septiembre del 2019 hasta el 13 de octubre del 2019 a través de iQiyi y Netflix.
La serie está basada en el manga japonés "Asunaro Hakusho" de la mangaka japonesa Fumi Saimon. Y se enfoca en el viaje de un grupo de amigos a la adultez.

## Sinopsis
La serie sigue las historias de seis jóvenes amigos con diferentes antecedentes y perspectivas que trabajan duro para construir una vida para sí mismos en la gran ciudad.
Jin Ran es un atractivo hombre que renuncia a su trabajo bien pagado en el extranjero por el bien de su amor y sus sueños. Poco después se convierte en el CEO de una compañía  de turismo y cuando se reencuentra con su primer amor, Yuan Lai, hace lo que está en sus manos para recuperarla, ya que aún la sigue amando.
Por otro lado Xu Xinyi, una empresaria se cruza con Ding An, un jugador profesional y comienzan su vida en pareja, sin embargo las cosas no van según lo planeado debido a una inesperada tragedia.
Mientras tanto Zhao Chengzhi, es un abogado en su propia firma y aunque constantemente tiene peleas con su interna Shen Shuangshuang, su brillante y burbujeante personalidad le traen emoción a su vida monótona.

## Reparto

### Personajes Principales[3]
| Actor                        | Personaje         | N.º de episodios | Notas |
| ---------------------------- | ----------------- | ---------------- | --- |
| Shawn Dou                    | Jin Ran           | 39               | Es el CEO de la compañía de turismo "Travel & Luxury Company", cuando regresa a China y se reencuentra con Yuan Lai, su primer y verdadero amor, hace lo posible para recuperarla. Poco después comienzan nuevamente una relación y más tarde se casan.                                                                        |
| Gulnazar                     | Yuan Lai          | 39               | Es una gerente de productos, así como el primer y verdadero amor de Jin Ran. Cuando se reencuentran al inicio se muestra distante, sin embargo poco a poco comienza a aceptar que nunca a dejarlo de amarlo. Poco después comienzan de nuevo una relación y más tarde se casan.                                                |
| Jeremy Tsui                  | Zhao Chengzhi     | 39               | Es un abogado y amigo de Jin Ran. Al inicio está enamorado de Yuan Lai y aunque ella nunca le hace caso, decide quedarse a su lado como su guardián, sin embargo más tarde se enamora de su interna Shen Shuangshuang y comienzan una relación.                                                                                |
| Kanazawa Hao Kim (Jin Zehao) | Ding An           | 39               | Es un jugador profesional calificado y el amigo de Jin Ran. Está enamorado de Xu Xinyi, con quien más tarde se casa. Sin embargo al final muere debido a las heridas que sufre luego de proteger a Xinyi y al bebé que esperaban luego de estar en un accidente automovilístico, donde un camión choca el taxi donde viajaban. |
| Wang Rain (Wang Ziyun)       | Xu Xinyi          | 39               | Es una joven independiente que proviene de un entorno familiar pobre. Más tarde mientras viajaba en un taxi con Ding An, un camión los choca y Ding An muere, dejándola devastada. Tiempo después tiene a su hijo con Ding An y sigue sus pasos, convirtiéndose en la nueva líder de su equipo, llevándolos al campeonato.     |
| Cecilia Boey (Song Yanfei)   | Shen Shuangshuang | 39               | Es la extrovertida y burbujeante pasante del despacho de abogados de Chengzhi. Poco a poco comienza a enamorarse de Zhao Chengzhi y aunque al inicio su padre no está de acuerdo con su relación, finalmente lora ganarse su aprobación.                                                                                       |

### Personajes Recurrentes
| Actor                 | Personaje | N.º de episodios | Notas |
| --------------------- | --------- | ---------------- | ----- |
| Gao Xiaofei (高晓菲)  | Lin Shan  | -                |       |
| Tian Na (田娜)        | Victoria  | -                |       |
| Zhang Heng (张恒)     | Li Jing   | -                |       |
| Andrew Lin Hoi (連凱) | -         | -                |       |

### Otros Personajes
| Actor           | Personaje | N.º de episodios | Notas |
| --------------- | --------- | ---------------- | --- |
| Xuan Guo (郭萱) | Chun Yu   | -                | Es una mujer odiosa y peligrosa, está enamorada de Jin Ran, sin embargo él no siente nada por ella. Cuando descubre que Jin Ran está enamorado de Yuan Lai intenta separarlos y termina acuchillando a la madre de Yuan Lai, luego de salir de la cárcel, regresa a la vida de los amigos. Celosa de sus vidas intenta separar nuevamente a Jin Ran y Yuan Lai; poco después decide vengarse de Xu Xinyi haciéndole creer que su esposo Ding An la había engañado con ella, por lo que Xinyi le pide el divorcio y logra romper la relación de Zhao Chengzhi y Shen Shuangshuang. Más tarde se revela que estaba trabajando bajó las órdenes de Gu Sa, quien estaba celosa de Yuan Lai. |
| Gao Ye (高叶)   | Gu Sa     | -                | Es una mujer cínica y manipuladora que Jin Ran conoce mientras está en Japón. Gu Sa tiene un hijo de un hombre que la abandonó. Cuando ella le cuenta sobre sus problemas convence a Jin Ran de que se case con ella para ayudarla, sin embargo él nunca la ha amado, aunque se divorcia de ella decide mantener una relación de amistad por su hijo. Más tarde cuando se da cuenta de que Jin Ran siempre ha amado a Yuan Lai, se enfurece, y se une a Chun Yu para destruirla, así como a la empresa de Jin Ran. Sin embargo cuando él descubre lo sucedido corta toda amistad con ella. Más tarde descubre que tiene cáncer y muere.                                                 |

## Episodios
La serie está conformada por 39 episodios, los cuales fueron emitidos todos los jueves a domingos.

## Música
La banda sonora de Ten Years Late OST de la serie está confirmada por seis canciones:
| Año | Intérprete (es)           | Canción                                    | Notas |
| --- | ------------------------- | ------------------------------------------ | ----- |
| 1   | Reno Wang (王铮亮)        | "Time's Contact" (时间的脉络)              |       |
| 2   | Sara Liu                  | "So I" (原来我)                            |       |
| 3   | Su Shiding (Juno Su)      | "Thankfully We Met Again" (还好我们再遇见) |       |
| 4   | Lu Hu (陆虎) & Liu Meilin | "Love Test" (恋爱测试)                     |       |
| 5   | He Xuan                   | "Self Reflect" (自省)                      |       |
| 6   | He Xuan                   | "White Shirt" (白衬衫)                     |       |

## Producción
La serie también es conocida como "Ten Years, Three Months and Thirty Days".
Fue dirigida por Zhong Shujia (锺澍佳, Chung Shu-Kai), quien contó con el apoyo de los guionistas Dong Xinru, Zou Jiani y Lu Qing.
Mientras que la producción estuvo a cargo de He Xiaohui (何晓辉) y Yang Shanshan (杨珊珊).
Las filmaciones comenzaron el 15 de noviembre del 2017 en Shenchuan y finalizaron el 1 de marzo del 2018. La conferencia de prensa fue realizada en enero del 2018 en Shanghái donde asistieron los actores Shawn Dou, Gulnazar, Jeremy Tsui, Kanazawa Hao Kim, Cecilia Boey y Wang Rain.
La serie contó con el apoyo de las compañías productoras "Cenic Media", "Talent Television & Film", "Digital Domain" y "Sanren Media".